# Perfect Situation
«Perfect Situation» es una canción de la banda estadounidense de rock alternativo, Weezer. Fue lanzada como tercer sencillo del quinto álbum de la banda, Make Believe (2005), después de «Beverly Hills» y «We Are All on Drugs». Es una de sus canciones más exitosas, liderando el chart Alternative Songs durante cuatro semanas, superando a «Beverly Hills».

## Versión radial
La versión transmitida por la radio tuvo una introducción más corta, un sintetizador en el primer y segundo estribillo (la versión del álbum solo lo tiene en el segundo), diferencias en el estribillo de los «oh oh» y coros en el «perfect situation» del final. La versión radial es ocho segundos más corta que la del álbum. El estribillo que aparece en la versión radial fue una de las dos opciones que Rivers Cuomo compuso originalmente para la canción. Durante la gira de 2005, cuando la banda impulsó al público para que cantase, la multitud cantó de la otra forma (diferente a la versión del álbum). En una entrevista durante la actuación de la banda en AOL Sessions, Cuomo dijo: «Bueno, si esas diez mil personas creen que debe ir de esa forma, quizá deberíamos volver y regrabarla». 
La versión alternativa fue incluida en las siguientes ediciones del álbum con las introducción entera y el estribillo y el final cambiados.

## Videoclip
El video, dirigido por Marc Webb, fue estrenado el 11 de noviembre de 2005 y contó con la actriz Elisha Cuthbert interpretando a la cantante principal de Weeze, un predecesor ficticio de Weezer; más tarde es reemplazada por Rivers Cuomo. El video también tiene un cameo del webmaster, fotógrafo y amigo de la banda Karl Koch y al igual que en el video de «Beverly Hills», la banda incluyó seguidores reales de Weezer en las escenas de público. Se creó una nueva portada de Make Believe para el video de «Perfect Situation» con el nombre ficticio, «Weeze».

## Integrantes
- Rivers Cuomo – guitarra líder, voz.
- Brian Bell – guitarra rítmica, coros.
- Scott Shriner – bajo, coros.
- Patrick Wilson – batería, percusión.
- Rick Rubin – producción